# Zethphan Smith-Gneist
Zethphan D. Smith-Gneist (* 2001) ist ein deutscher Schauspieler. Größere Bekanntheit erlangte er durch seine zentrale Rolle in der Webserie Druck. Smith-Gneist lebt in Berlin.

## Filmografie
- 2020: Lucie. Läuft doch!
- 2020–2021: Druck
- 2021: Nachtfalter (Kurzfilm)
- 2022: Kleo
- 2022: WaPo Bodensee – Speed
- 2022: Tár
- 2023: Mein Vater, der Esel und ich (Fernsehfilm)
- 2024: Zeit Verbrechen (Miniserie, Folge Deine Brüder)